# A1 Team China
Das A1 Team China (engl. Stilisierung: A1Team.China) war das chinesische Nationalteam in der A1GP-Serie.

## Geschichte

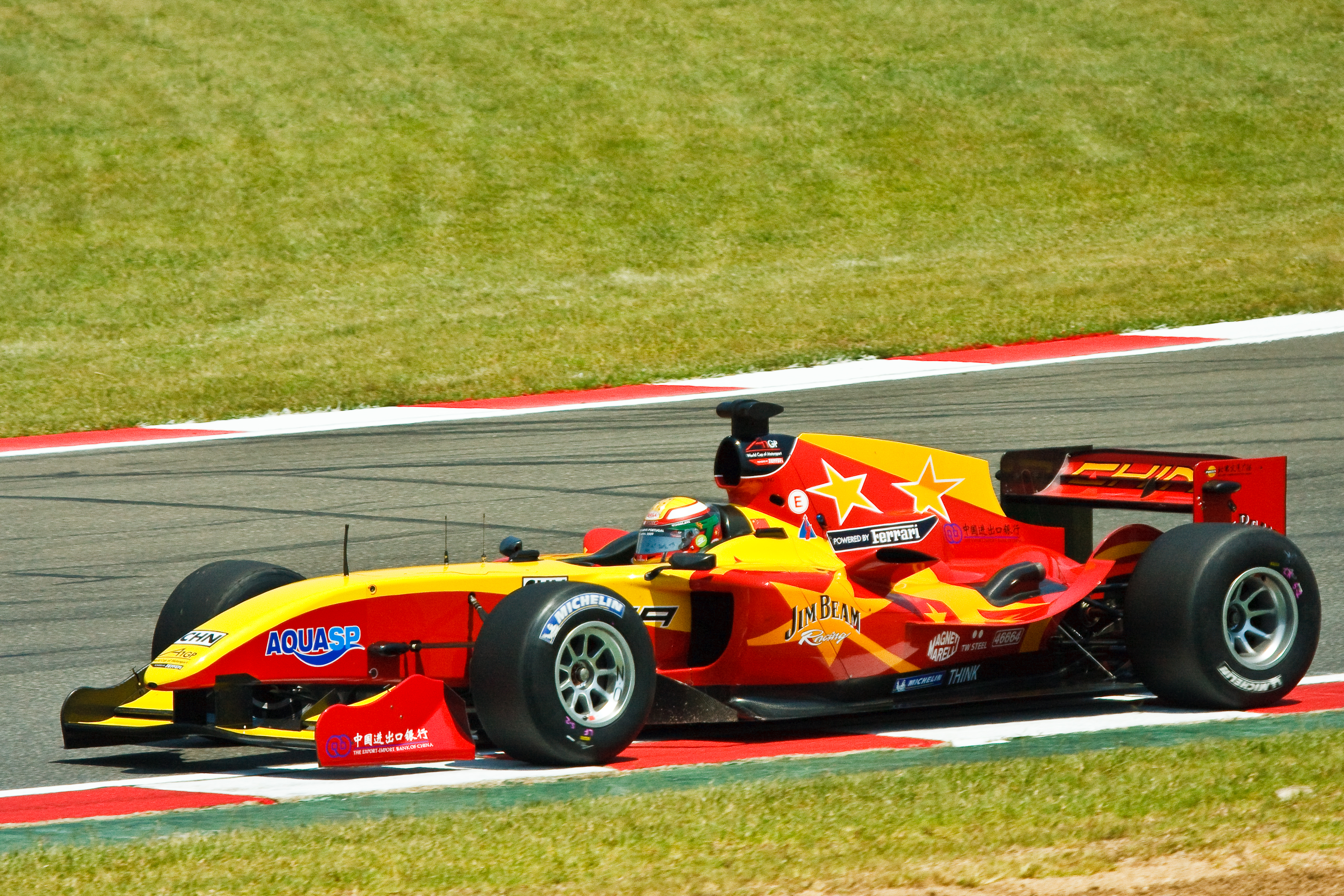
Team China beim GP von Südafrika auf dem Kyalami Grand Prix Circuit am 22. Februar 2009

Das A1 Team China wurde von Liu Yu gegründet; als Rennstall fungierte seit Beginn das belgische Team Astromega.
In der ersten Saison gehörte das Team zu den Hinterbänklern. Die ersten und gleichzeitig einzigen Punkte der Saison konnte es mit Platz fünf im Hauptrennen in Dubai mit Stammfahrer Tengyi Jiang am Steuer einfahren. Das Team beendete die Saison auf Rang 22 mit sechs Punkten.
In der folgenden Saison war eine deutliche Steigerung erkennbar. Das Team beendete insgesamt neun Rennen in den Punkten, wobei der dritte Platz von Ho-Pin Tung im Hauptrennen in Eastern Creek – das erste Podium überhaupt – die beste Platzierung darstellte. Es beendete die Saison auf dem 15. Gesamtplatz mit 22 Punkten.
Die dritte Saison stellte die erfolgreichste des Teams dar. Der Höhepunkt war ein dritter Platz vor heimischer Kulisse im Sprintrennen in Zhuhai durch Cong Fu Cheng. Insgesamt vier schnellste Rennrunden unterstreichen den Fortschritt, den das Team sich erarbeitet hatte. Es beendete die Saison auf dem 13. Gesamtplatz mit 55 Punkten.
In der vierten Saison zeigte die Leistungskurve des Teams wieder nach unten. Nur drei Punkteresultate, erzielt mit Tung am Steuer, darunter ein achter Platz im Portimão-Hauptrennen als bestes Ergebnis, bedeuteten am Ende den 18. Gesamtrang mit sieben Punkten.
Das A1 Team China hat an allen 39 Rennwochenenden der A1GP-Serie teilgenommen.

## Fahrer
Das A1 Team China setzte an Rennwochenenden sechs verschiedene Fahrer ein, von denen vier auch an den Rennen selbst teilnahmen. Außerdem kam beim ersten offiziellen Test in Silverstone 2007 Lin Po-Heng zum Einsatz.

### Übersicht der Fahrer
| Fahrer         | RG | SR | HR | RS | 1. Pl.  | 2. Pl.  | 3. Pl.  | PP | SRR | Pkt. |
| -------------- | -- | -- | -- | -- | ------- | ------- | ------- | -- | --- | ---- |
| Cheng, Cong Fu | 36 | 18 | 18 | 5  | 0 (0/0) | 0 (0/0) | 1 (1/0) | 0  | 4   | 64   |
| Jiang, Tengyi  | 21 | 10 | 11 | -  | 0 (0/0) | 0 (0/0) | 0 (0/0) | 0  | 0   | 6    |
| Tung, Ho-Pin   | 20 | 10 | 10 | 5  | 0 (0/0) | 0 (0/0) | 1 (0/1) | 0  | 0   | 20   |
| Ma, Qinghua    | 1  | 1  | 0  | -  | 0 (0/0) | 0 (0/0) | 0 (0/0) | 0  | 0   | 0    |
| Lee, Marchy    | -  | -  | -  | 2  | 0 (0/0) | 0 (0/0) | 0 (0/0) | 0  | 0   | 0    |
| Fong, Adderly  | -  | -  | -  | 1  | 0 (0/0) | 0 (0/0) | 0 (0/0) | 0  | 0   | 0    |

Legende: RG = Rennen gesamt; SR = Sprintrennen; HR = Hauptrennen; RS = Rookie-Sessions; PP = Pole-Position; SRR = schnellste Rennrunde

## Ergebnisse
| Saison | 1         | 1         | 2          | 2          | 3       | 3       | 4          | 4          | 5       | 5       | 6          | 6          | 7          | 7          | 8         | 8         | 9         | 9         | 10        | 10        | 11        | 11        | Rang | Punkte |
| ------ | --------- | --------- | ---------- | ---------- | ------- | ------- | ---------- | ---------- | ------- | ------- | ---------- | ---------- | ---------- | ---------- | --------- | --------- | --------- | --------- | --------- | --------- | --------- | --------- | ---- | ------ |
| 05/06  | Brands H. | Brands H. | EuroSpeed. | EuroSpeed. | Estoril | Estoril | Eastern C. | Eastern C. | Sepang  | Sepang  | Dubai      | Dubai      | Durban     | Durban     | Sentul    | Sentul    | Monterrey | Monterrey | Laguna S. | Laguna S. | Shanghai  | Shanghai  | 22.  | 6      |
| 05/06  | 21 JIA    | 12 JIA    | 18 JIA     | 17 JIA     | 21 JIA  | 14 JIA  | 16 JIA     | 17 JIA     | 20 JIA  | 23 JIA  | 19 JIA     | 5 JIA      | 18 JIA     | 12 JIA     | 22 JIA    | 21 JIA    | 15 JIA    | 17 JIA    | 17 JIA    | 17 JIA    | 17 MA     | 16 MA     | 22.  | 6      |
| 06/07  | Zandvoort | Zandvoort | Brno       | Brno       | Peking  | Peking  | Sepang     | Sepang     | Sentul  | Sentul  | Taupo      | Taupo      | Eastern C. | Eastern C. | Durban    | Durban    | Mexiko-S. | Mexiko-S. | Shanghai  | Shanghai  | Brands H. | Brands H. | 15.  | 22     |
| 06/07  | 11 CHE    | 9 CHE     | 4 CHE      | 8 CHE      | 13 CHE  | 17 CHE  | 10 CHE     | 16 CHE     | 21 TUN  | 13 TUN  | 13 TUN     | 9 TUN      | 6 TUN      | 3 TUN      | 14 TUN    | 14 TUN    | 6 TUN     | 10 TUN    | 11 CHE    | 15 CHE    | 22 CHE    | 10 CHE    | 15.  | 22     |
| 07/08  | Zandvoort | Zandvoort | Brno       | Brno       | Sepang  | Sepang  | Zhuhai     | Zhuhai     | Taupo   | Taupo   | Eastern C. | Eastern C. | Durban     | Durban     | Mexiko-S. | Mexiko-S. | Shanghai  | Shanghai  | Brands H. | Brands H. | ---       | ---       | 13.  | 55     |
| 07/08  | 17 CHE    | 15 CHE    | 10 CHE     | 4 CHE      | 21 CHE  | 5 CHE   | 3 CHE      | 9 CHE      | 14 CHE  | 15 CHE  | 14 CHE     | 10 CHE     | 4 CHE      | 6 CHE      | 17 CHE    | 10 CHE    | 10 CHE    | 15 CHE    | 21 CHE    | 4 CHE     |           |           | 13.  | 55     |
| 08/09  | Zandvoort | Zandvoort | Chengdu    | Chengdu    | Sepang  | Sepang  | Taupo      | Taupo      | Kyalami | Kyalami | Algarve    | Algarve    | Brands H.  | Brands H.  | ---       | ---       | ---       | ---       | ---       | ---       | ---       | ---       | 18.  | 7      |
| 08/09  | 12 TUN    | 9* TUN    | 17 TUN     | 12 TUN     | 10 TUN  | 9 TUN   | 17 CHE     | 14 CHE     | 13 TUN  | 14 TUN  | 16 TUN     | 8 TUN      | 14 CHE     | 18 CHE     |           |           |           |           |           |           |           |           | 18.  | 7      |

| Legende  | Legende            | Legende                                                          |
| Farbe    | Abkürzung          | Bedeutung                                                        |
| -------- | ------------------ | ---------------------------------------------------------------- |
| Gold     | –                  | Sieg                                                             |
| Silber   | –                  | 2. Platz                                                         |
| Bronze   | –                  | 3. Platz                                                         |
| Grün     | –                  | Platzierung in den Punkten                                       |
| Blau     | –                  | Klassifiziert außerhalb der Punkteränge                          |
| Violett  | DNF                | Rennen nicht beendet (did not finish)                            |
| Violett  | NC                 | nicht klassifiziert (not classified)                             |
| Rot      | DNQ                | nicht qualifiziert (did not qualify)                             |
| Rot      | DNPQ               | in Vorqualifikation gescheitert (did not pre-qualify)            |
| Schwarz  | DSQ                | disqualifiziert (disqualified)                                   |
| Weiß     | DNS                | nicht am Start (did not start)                                   |
| Weiß     | WD                 | zurückgezogen (withdrawn)                                        |
| Hellblau | PO                 | nur am Training teilgenommen (practiced only)                    |
| Hellblau | TD                 | Freitags-Testfahrer (test driver)                                |
| ohne     | DNP                | nicht am Training teilgenommen (did not practice)                |
| ohne     | INJ                | verletzt oder krank (injured)                                    |
| ohne     | EX                 | ausgeschlossen (excluded)                                        |
| ohne     | DNA                | nicht erschienen (did not arrive)                                |
| ohne     | C                  | Rennen abgesagt (cancelled)                                      |
| ohne     | keine WM-Teilnahme |                                                                  |
| sonstige | P/fett             | Pole-Position                                                    |
| sonstige | 1/2/3/4/5/6/7/8    | Punktplatzierung im Sprint-/Qualifikationsrennen                 |
| sonstige | SR/kursiv          | Schnellste Rennrunde                                             |
| sonstige | *                  | nicht im Ziel, aufgrund der zurückgelegten Distanz aber gewertet |
| sonstige | ()                 | Streichresultate                                                 |
| sonstige | unterstrichen      | Führender in der Gesamtwertung                                   |